# Александров, Геннадий Петрович (строитель)
Генна́дий Петро́вич Александро́в (20 сентября 1947, Цивильск, Чувашская АССР, РСФСР, СССР) — советский и российский деятель строительства и общественный деятель. Управляющий трестом, начальник объединения «Маригражданстрой» / президент АО «Маригражданстрой» (1985—2015). Почётный строитель России, заслуженный строитель Российской Федерации (1997). Лауреат Государственной премии Марийской АССР (1986). Почётный гражданин Мариинско-Посадского района Чувашии (2013). Депутат Верховного Совета Марийской АССР (1990—1993), Государственного Собрания Республики Марий Эл II—V созыва (1996—2014). Член КПСС, член партии «Единая Россия». Академик Международной академии реальной экономики (2002).

## Биография
Родился 20 сентября 1947 года в городе Цивильск ныне Чувашии в семе партийного работника, фронтовика-орденоносца и учительницы. 
Окончил Мариинско-Посадскую среднюю школу № 1. В 1963-1966 годах учился в Мариинско-Посадском строительном техникуме, но в 1967 году с отличием окончил Йошкар-Олинский строительный техникум.
В 1972 году окончил Марийский политехнический институт. Был заместителем секретаря комсомольской организации института. 
В 1972 году был приглашён в аспирантуру Ленинградского инженерно-строительного института, но не стал продолжать научную карьеру. 
В 1972—1973 годах служил в Советской армии.

В 1973—1974 годах — прораб, в 1974—1975 годах — главный инженер строительно-монтажного управления, в 1975—1984 годах — секретарь парткома, главный инженер, в 1985—1987 годах – управляющий трестом «Маригражданстрой», в 1987—1991 годах — начальник объединения, в 1991—2015 годах — президент АО / ОАО «Маригражданстрой».  В 1984—1985 годах — первый заместитель начальника Марийского территориального управления строительства. Является членом Правления Российского Союза строителей, вице-президентом Союза строителей Республики Марий Эл. Был президентом Гильдии строителей Марий Эл. В сферу деятельности объединения входили строительство и реконструкция (93%  от объёма деятельности), проектирование и дизайн, разработка и внедрение новых технологий, инвестиционная деятельность, торговля. За это время преобразовал объединение в многопрофильную корпорацию, вошедшую в число лидеров марийской строительной отрасли: в г. Йошкар-Оле возводились целые микрорайоны панельных многоэтажек и дома улучшенной планировки из кирпича и монолитного железобетона, а также объекты социальной сферы — школы, медицинские центры:  
Темпы роста впечатляли — на 20% за каждый из последних трёх лет! Вместе с темпами строительства росла и зарплата рабочих: в 2001 году она составляла 3500 рублей — это вдвое выше, чем в среднем по республике! 
Получил известность и как меценат, спонсор событий в образовании, культуре, спорте в Марий Эл, оказывал помощь многодетным семьям и инвалидам. 
Известны и его проекты за пределами Марий Эл: так, его компания стала застройщиком торгового комплекса на Манежной площади в Москве. 
После работы в Марий Эл уехал к себе на родину, с 2016 года — один из учредителей и генеральный директор ООО «Солидарность».
Внёс вклад в укрепление материально-технической базы родной школы и благоустройство исторической части города Мариинский Посад Чувашии. За эту деятельность в 2013 году ему присвоили звание «Почётный гражданин Мариинско-Посадского района Чувашии».  
В 1990—1993 годах избирался депутатом Верховного Совета Марийской АССР, в 1996—2014 годах — депутатом Государственного Собрания Марий Эл II—V созыва. В 1987—1993 годах избирался депутатом Йошкар-Олинского городского Совета народных депутатов XX—XXI созыва. В 1995—1999 годах входил в Совет регионального отделения политдвижения «Наш Дом – Россия», а в марте 2002 года избран в политсовет регионального отделения партии «Единство и Отечество — Единая Россия». В 1996 году возглавлял предвыборный штаб В. М. Зотина в борьбе за пост Президента Марий Эл.
В 1997 году ему присвоено почётное звание «Заслуженный строитель Российской Федерации», позже — почётное звание «Почётный строитель России». Награждён орденами Дружбы, «За заслуги перед Марий Эл», Святого Благоверного князя Даниила Московского и медалями. За цикл работ «Разработка и внедрение рациональных конструкций фундаментов на стройках Марийской АССР» в 1986 году присуждена Государственная премия Марийской АССР. По итогам акции «Строительной газеты» и Союза журналистов России в 1999 году присуждено звание «Созидатель России» (диплом «Гран-при» и приз «Золотая триумфальная арка»). С 2002 года является академиком Международной академии реальной экономики. Его имя вошло в число 1000 ведущих менеджеров России (наивысший рейтинг среди строителей). 
Женат, супруга — Раиса, дочери — Елена, Наталья.

## Признание заслуг
- Почётный строитель России[3]
- Заслуженный строитель Российской Федерации (1997)[1][2]
- Заслуженный строитель Марийской АССР (1989)[1][2]
- Почётный гражданин Мариинско-Посадского района Чувашии (30.5.2013)[3][4]
- Орден Дружбы (07.02.2008) — за достигнутые трудовые успехи и многолетнюю добросовестную работу [11]
- Орден «За заслуги перед Марий Эл» II степени (2007)[1]
- Орден «За заслуги в строительстве»[3][4]
- Орден Святого Благоверного князя Даниила МосковскогоIII степени[3][4]
- Памятная грамота «За усердный труд во славу Русской Православной Церкви»[3][4]

- Государственная премия Марийской АССР (1986) — за цикл работ «Разработка и внедрение рациональных конструкций фундаментов на стройках Марийской АССР»[1][2]

## Память
С 2010 года его имя носит аудитория в Поволжском государственном технологическом университете.